# Batyle rufiventris
Batyle rufiventris es una especie de escarabajo del género Batyle, familia Cerambycidae. Fue descrita por Knull en 1928. Habita en Estados Unidos.